# The Death and Return of Superman
The Death and Return of Superman es un videojuego desarrollado por Blizzard Entertainment en conjunto con Sunsoft y distribuido por Sunsoft para las consolas SNES y Mega Drive. Es un videojuego de tipo beat 'em up que se basa en la línea argumental de «La muerte de Superman» e incluye a varios personajes del cómic, como Superman, Superboy, Steel, Cyborg, Erradicador y Doomsday.

## Argumento
El juego comienza cuando Clawster y su ejército y Underworlders inician un corte de energía en la ciudad de Metrópolis en un intento de apoderarse de la ciudad. Superman interviene y derrota a la horda de infravivientes, incluido Clawster. No mucho después de que se restablezca la energía, un boletín informativo afirma que un monstruo de origen desconocido (Doomsday) está liderando un camino de destrucción hacia Metrópolis, y la Liga de la Justicia no pudo detener a la criatura. La lucha titánica entre Superman y Doomsday llegó a su fin cuando los dos se dieron el golpe mortal. Superman sucumbe a sus heridas mientras muere, así como Doomsday.
Tres meses después, cuatro Superhombres emergen en un esfuerzo por reemplazar al Superman original, mientras que el otro afirma que es el Superman original. El juego cambia a Cyborg Superman (el "Hombre del Mañana") cuando ataca una base del Proyecto Cadmus para localizar un Doomsday en coma. Temiendo volver a ser una amenaza si se despierta, el Cyborg exilia Doomsday en el espacio profundo. A continuación, el jugador controla al Erradicador (el "Último Hijo de Krypton") mientras patrulla las calles de Metropolis. Sin embargo, se ve obligado a luchar con otro Superman, Steel, mientras el héroe blindado lucha para evitar que el Último Hijo de Krypton mate enemigos. Después de que los dos Superhombres lucharon hasta detenerse, el Erradicador reconsidera su enfoque brutal para combatir el crimen después de que Steel le dice que se necesita humanidad y compasión para ser considerado un Superman.
Sin embargo, llega una amenaza mayor, cuando llega una misteriosa nave espacial y destruye Coast City (la ciudad natal de Hal Jordan). El Erradicador investiga la situación, solo para encontrarse con el cerebro, el Cyborg. El Erradicador está gravemente herido a manos del Cyborg y corre hacia la Fortaleza de la Soledad. El juego cambia su enfoque en Superboy (el "Niño de Metropolis") mientras intenta manejar la situación actual en Metropolis. Después de hacerlo con éxito, Superboy vuela a Coast City, luchando con el Cyborg cuando llega. El Cyborg noquea y aprisiona a Superboy en la nave espacial. Allí, el pícaro Superman revela su plan: destruir el mundo y reconstruirlo a su imagen, comenzando por Coast City y Metropolis. Mientras esto sucede, un ser vuela por los cielos sobre la Fortaleza de la Soledad, aunque débilmente. De vuelta en Coast City, Superboy escapa del encarcelamiento para regresar a Metrópolis, donde él y Steel se encuentran con el verdadero Superman. Sin querer esperar, Superboy convence a los dos de ir con él a Coast City para detener al Cyborg de una vez por todas.
El jugador ahora controla a Steel (el "Hombre de acero") mientras él, Superman y Superboy lanzan un asalto a Engine City. Sin embargo, el Cyborg lanza un conjunto de misiles para destruir Metrópolis. Superboy elige detener el misil y, con el jugador controlando a Superboy, destruye con éxito el misil. En Engine City, el jugador vuelve a Steel, cuando entra en el núcleo del Engine para apagarlo. Mientras tanto, un Erradicador regenerado sale de la Fortaleza y llega a Engine City para ayudar a un Superman debilitado, que está a merced del Cyborg. El Cyborg dispara combustible de kryptonita a Superman, pero el Erradicador llega y protege a Superman de la explosión. El IMC del Erradicador altera los efectos mortales del combustible de Kryptonita y restaura a Superman a toda su fuerza cuando el Erradicador muere. Ahora controlando a Superman, el jugador derrota y destruye al Cyborg Superman. El juego termina con Steel y Superboy felicitando a Superman por su éxito y aceptándolo como el verdadero Superman.

## Modo de juego
El juego consiste en secciones estándar de beat 'em up
The Death and Return of Superman tiene un modo de juego estándar "beat 'em up", en el que el jugador controla un personaje que puede moverse en todas las direcciones. Un número determinado de enemigos entrará en la pantalla y solo después de que sean derrotados podrá el personaje continuar en la misión. Aunque diferente en apariencia, cada personaje tiene las mismas habilidades básicas: ataques cuerpo a cuerpo estándar (puñetazos), ataques de agarre (acercarse lo suficiente al personaje y atacar), lanzamientos (manteniendo presionada la tecla de avance y atacando), agarrar y lanzar hacia arriba (manteniendo presionada la tecla " arriba "y atacar), agarrar y lanzar hacia atrás (manteniendo presionada la tecla" atrás "y atacando), o agarrar y golpear (mantener presionada la tecla" abajo "y atacar), un ataque de proyectil y un ataque" definitivo "que destruye todo enemigos estándar en la pantalla. Sus ataques solo varían ligeramente, principalmente en alcance y apariencia.
Cada Superman tiene la capacidad de volar y, por lo tanto, puede evitar ciertos personajes u obstáculos usando esta habilidad. También hay personajes que tienen la capacidad de volar y, por lo tanto, son más fáciles de derrotar si se enfrentan en el aire. También hay ciertas áreas y niveles donde volar es obligatorio. Además, muchos obstáculos solo se pueden superar volando. Sin embargo, en ciertas pantallas en las que el personaje se encuentra en una plataforma elevada, la habilidad de volar queda casi completamente negada.
Con las excepciones de Superman y hasta cierto punto el Hombre de Acero, cada personaje tiene dos tipos estándar de nivel: combate cuerpo a cuerpo y vuelo en el que solo se pueden usar movimientos de proyectiles. Los niveles estándar de cuerpo a cuerpo consisten en que el personaje lucha contra enemigos "comunes" y termina el nivel con una pelea con un personaje "jefe". Al jugar los niveles de vuelo, el jugador puede mover al personaje a cualquier lugar de la pantalla mientras dispara el movimiento del proyectil del personaje a enemigos muy debilitados. No aparecen personajes jefes en estos niveles. Curiosamente, Superman nunca tiene un nivel de vuelo y en su lugar juega a través de tres niveles estándar de cuerpo a cuerpo. Steel tiene un nivel de vuelo único que se parece más a un nivel de combate, ya que no usa sus ataques de proyectiles y depende de su ataque cuerpo a cuerpo. Además, Steel tiene un personaje de "jefe" que debe derrotar para que el juego progrese.
No se permite la elección de personajes durante el juego y el jugador debe jugar a través del juego como un personaje predeterminado para cada nivel.
Durante el inicio del juego, los enemigos suelen ir armados con pistolas, bombas o motosierras, si es que están armados. La invulnerabilidad de Superman parece haber sido eliminada, ya que estos elementos son capaces de lastimarlo. Los personajes posteriores están armados con armas de tipo de energía más poderosas y los personajes cuerpo a cuerpo puros ahora son robots. La mayoría de los personajes aparecen una y otra vez y los enemigos más poderosos usan el mismo sprite del juego pero con un color diferente.